# Francastel
Francastel és un municipi francès, situat al departament de l'Oise i a la regió dels Alts de França. L'any 2007 tenia 399 habitants.

## Demografia

### Població
El 2007 la població de fet de Francastel era de 399 persones. Hi havia 150 famílies de les quals 28 eren unipersonals (12 homes vivint sols i 16 dones vivint soles), 51 parelles sense fills, 63 parelles amb fills i 8 famílies monoparentals amb fills.
La població ha evolucionat segons el següent gràfic:
Habitants censats

### Habitatges
El 2007 hi havia 177 habitatges, 153 eren l'habitatge principal de la família, 19 eren segones residències i 4 estaven desocupats. 176 eren cases i 1 era un apartament. Dels 153 habitatges principals, 128 estaven ocupats pels seus propietaris, 24 estaven llogats i ocupats pels llogaters i 2 estaven cedits a títol gratuït; 1 tenia una cambra, 22 en tenien tres, 40 en tenien quatre i 91 en tenien cinc o més. 80 habitatges disposaven pel capbaix d'una plaça de pàrquing. A 54 habitatges hi havia un automòbil i a 82 n'hi havia dos o més.

### Piràmide de població
La piràmide de població per edats i sexe el 2009 era:
| Homes | Edats   | Dones |
| ----- | ------- | ----- |
| 0     | 95 o +  | 0     |
| 0     | 90 a 94 | 8     |
| 0     | 85 a 89 | 4     |
| 0     | 80 a 84 | 0     |
| 8     | 75 a 79 | 4     |
| 8     | 70 a 74 | 4     |
| 4     | 65 a 69 | 16    |
| 4     | 60 a 64 | 0     |
| 4     | 55 a 59 | 0     |
| 8     | 50 a 54 | 12    |
| 12    | 45 a 49 | 16    |
| 16    | 40 a 44 | 20    |
| 20    | 35 a 39 | 12    |
| 28    | 30 a 34 | 16    |
| 24    | 25 a 29 | 24    |
| 4     | 20 a 24 | 12    |
| 12    | 15 a 19 | 16    |
| 4     | 10 a 14 | 24    |
| 12    | 5 a 9   | 12    |
| 24    | 0 a 4   | 12    |

## Economia
El 2007 la població en edat de treballar era de 267 persones, 211 eren actives i 56 eren inactives. De les 211 persones actives 195 estaven ocupades (113 homes i 82 dones) i 16 estaven aturades (5 homes i 11 dones). De les 56 persones inactives 15 estaven jubilades, 15 estaven estudiant i 26 estaven classificades com a «altres inactius».

### Ingressos
El 2009 a Francastel hi havia 162 unitats fiscals que integraven 424 persones, la mediana anual d'ingressos fiscals per persona era de 18.603 €.

### Activitats econòmiques
Dels 13 establiments que hi havia el 2007, 1 era d'una empresa extractiva, 1 d'una empresa alimentària, 1 d'una empresa de fabricació d'altres productes industrials, 3 d'empreses de construcció, 3 d'empreses de comerç i reparació d'automòbils, 1 d'una empresa d'hostatgeria i restauració, 1 d'una empresa financera, 1 d'una empresa immobiliària i 1 d'una empresa de serveis.
Dels 6 establiments de servei als particulars que hi havia el 2009, 1 era un taller de reparació d'automòbils i de material agrícola, 1 guixaire pintor, 1 lampisteria, 1 electricista, 1 restaurant i 1 saló de bellesa.
L'únic establiment comercial que hi havia el 2009 era una fleca.
L'any 2000 a Francastel hi havia 7 explotacions agrícoles.

## Equipaments sanitaris i escolars
El 2009 hi havia una escola elemental integrada dins d'un grup escolar amb les comunes properes formant una escola dispersa.

## Poblacions més properes
El següent diagrama mostra les poblacions més properes.